# Beleza e Tristeza
Beleza e Tristeza (美しさと哀しみと, Utsukushisa to Kanashimi to') é o último romance do escritor japonês e Prêmio Nobel Yasunari Kawabata, publicado em 1964. No Brasil foi traduzido do inglês para o português por Alberto Alexandre Martins para a editora Globo.

## Enredo
Iniciando dentro de um trem em Quioto, o livro conta a história de Oki Toshio, um escritor japonês, que se reúne com uma amante do passado, Otoko Ueno, agora uma reclusa artista plástica, para tentar reconciliar o seu amor rompido.

## Adaptação para o cinema
Beleza e Tristeza foi adaptado ao cinema por duas vezes. Primeiro em um filme de Masahiro Shinoda (1965); depois em outro dirigido por Joy Fleury (1985), estrelando Charlotte Rampling.